# Interesse finanziario
L'interesse finanziario o semplicemente interesse è la somma dovuta come compenso per ottenere la disponibilità di un capitale (solitamente una somma di denaro) per un certo periodo di tempo.
Il capitale prestato inizialmente è detto principale (o iniziale), e la percentuale del principale (o iniziale) che va pagata annualmente come interesse è detta tasso d'interesse. I tassi d'interesse sono indicatori cruciali nei mercati finanziari.

## Calcolo
Le possibilità di costruzione di strumenti finanziari che prevedono interessi sono virtualmente infinite. Di norma nei normali contratti di finanziamento e nelle obbligazioni non "esotiche" si applica il c.d. interesse semplice, anche perché nella maggior parte degli ordinamenti l'applicazione dell'interesse composto, ovverosia il calcolo degli interessi effettuato non sul capitale iniziale ma sul montante ovverosia anche sugli interessi maturati è illegale.
{\displaystyle A(t)=A_{0}\cdot (1+t\cdot r)}
- {\displaystyle A(t)}: Capitale finale (tecnicamente montante) dopo {\displaystyle t} anni
- {\displaystyle A_{0}}: Capitale iniziale
- {\displaystyle r}: Tasso d'interesse
- {\displaystyle t}: Tempo (ad esempio anni se {\displaystyle r} è il tasso di interesse annuo)

## Storia
I primi prestiti di cui si ha notizia risalgono all'epoca sumerica e avvenivano in argento, oro e in grano. L'interesse era il prezzo da pagare per l'uso del capitale prestato, dato dalla differenza tra la somma da restituire alla scadenza (montante) e quella ricevuta dal creditore (capitale iniziale).
Le prime forme di economia nelle società pre-monetarie considerano deplorevole il concetto stesso di interesse. Successivamente molte religioni hanno condannato il prestito con interesse, se ne trovano tracce tanto nell'Antico come nel Nuovo Testamento e nel Corano.
In ambito musulmano la ribā, parola che significa sia "interesse" che "usura", è generalmente vietata. Tuttavia, sono stati elaborati dei sistemi per riconoscere un'interessenza al prestatore senza violare la Shari'a. Fondamentalmente il banchiere musulmano fino all'estinzione del debito assume una posizione analoga a quella di un consocio nei finanziamenti alle imprese, e a quella di un comproprietario nei mutui immobiliari. In Occidente l'espediente di origine islamica che ha avuto più fortuna è stata la mohatra.
Anche nella Cristianità latina per lungo tempo si è ritenuto che ogni interesse fosse usurario. In particolare questo principio è stato affermato dal Decretum Gratiani ed è stato confermato dai successivi Concili, come il Terzo Lateranense (1176) e quello di Vienne (1311).
La principale conseguenza di questo divieto fu di spingere gli Ebrei (cui erano proibite molte altre attività) a praticare il prestito a interesse.
Infatti la religione ebraica vietava il prestito su interesse agli altri Ebrei, ma lo tollerava verso lo straniero (Deuteronomio, 23: 20).
Così anche il trattato Berachot del Talmud babilonese afferma che "È possibile ai Goym (Gentili) prestare con interesse".
Anche in ambito cristiano furono elaborati espedienti per evitare di incorrere nel divieto canonistico. Generalmente si abbinavano due operazioni per il resto uguali, in cui però i soggetti si scambiavano i ruoli, e il prezzo della seconda era pari a quello della prima più l'equivalente dell'interesse. In questo senso, oltre alla mohatra, erano frequenti le operazioni su cambi.
A partire dal Duecento iniziò, tuttavia, un'evoluzione della riflessione teologica in materia di usura, che portò a graduali aperture. Gli storici negli ultimi decenni hanno messo in rilievo come negli ultimi secoli del Medioevo un filone di teologi francescani avesse approfondito l'analisi etica sul prestito e l'interesse. L'iniziatore di tale riflessione era stato il francescano provenzale Pietro di Giovanni Olivi, che insegnava a Firenze. Anche al di fuori dell'ordine francescano nella seconda metà del Duecento si sviluppò l'idea che ci fosse differenza fra il capitale messo a frutto che produceva qualcosa di utile alla società e il mero prestito per far fronte alle esigenze quotidiane. E che nel primo caso l'interesse fosse ammissibile, perché chi riceveva la somma in prestito la faceva aumentare di valore. Di questo atteggiamento fu espressione, per esempio, anche il cardinale Enrico da Susa. Così divenne pacifico che la Chiesa, gli Stati ed i mercanti dovessero pagare degli interessi sui finanziamenti ricevuti. Il mutato atteggiamento della Chiesa, frutto delle riflessioni di questi teologi, permise in quegli stessi decenni lo sviluppo dei banchieri italiani e nel Trecento quello dei monti del debito pubblico delle città italiane.
Nella seconda metà del Quattrocento fu opera dei frati anche la soluzione al problema dei prestiti ai ceti più umili. Infatti, il minorita Bernardino da Feltre e il domenicano Antonino da Firenze furono i promotori della costituzione dei monti di pietà. Essi ammettevano l'emissione del credito dietro un pegno e dietro il pagamento di un modico interesse che serviva a coprire i costi di gestione del Monte di Pietà.
La Riforma, soprattutto quella calvinista, sostenne la necessità di accettare il pagamento di interessi.
Con la rivoluzione francese e il Codice civile napoleonico del 1804 si liberalizza il contratto di prestito, le cui caratteristiche vengono lasciate alla determinazione delle parti.
A Irving Fisher si deve la concezione economica moderna dell'interesse grazie alla La teoria dell'interesse del 1930.

## Diritto

### Interesse e usura
Il diritto occidentale distingue tra prestito a interesse e usura. In Italia il Testo Unico Bancario stabilisce che il tasso usurario è stabilito dell'UIC (Ufficio italiano cambi) (usura). Il tasso di riferimento è il tasso nominale, riportato sul contratto di erogazione del prestito, che non comprende i costi ulteriori legati all'erogazione del prestito, come il tasso annuo effettivo globale (TAEG) o il tasso annuo nominale (TAN) definiti da provvedimenti posteriori all'ultima legge sull'usura.
È però consentito che vi siano due o più contratti di prestito fra debitore e creditore. Il creditore può accordarsi col debitore insolvente di non procedere a pignoramento, a patto che questi sottoscriva un secondo prestito vincolato. Il prestito, in particolare, può essere di ammontare pari all'interesse che doveva essere corrisposto e vincolato al pagamento del primo prestito.
Il prestito vincolato genera gli stessi flussi di cassa della capitalizzazione composta se il suo schema finanziario consiste in un uguale interesse e di una durata pari alla vita residua del debito. Infatti, anche nella capitalizzazione composta gli interessi non pagati si sommano al capitale del primo anno da rimborsare a scadenza; se il tasso d'interesse è il solito, poi, l'incremento di rata da pagare per questa dilazione, è invariato.

### Diritto ed etica religiosa nell'Islam
Il diritto islamico vieta il prestito a interesse, qualunque sia il tasso e lo scopo del prestito, anche quando il guadagno non è noto a priori. Il rischio di non ottenere alcun guadagno o di subire perdite, non sono sufficienti a giustificare un impiego profittevole del denaro. La Ribā (usura) è il quinto peccato in ordine di gravità secondo la teologia islamica.
L'usura è proibita anche in base ai Mitzvot n° 534-536 dell'Ebraismo.